# Poni de las Shetland

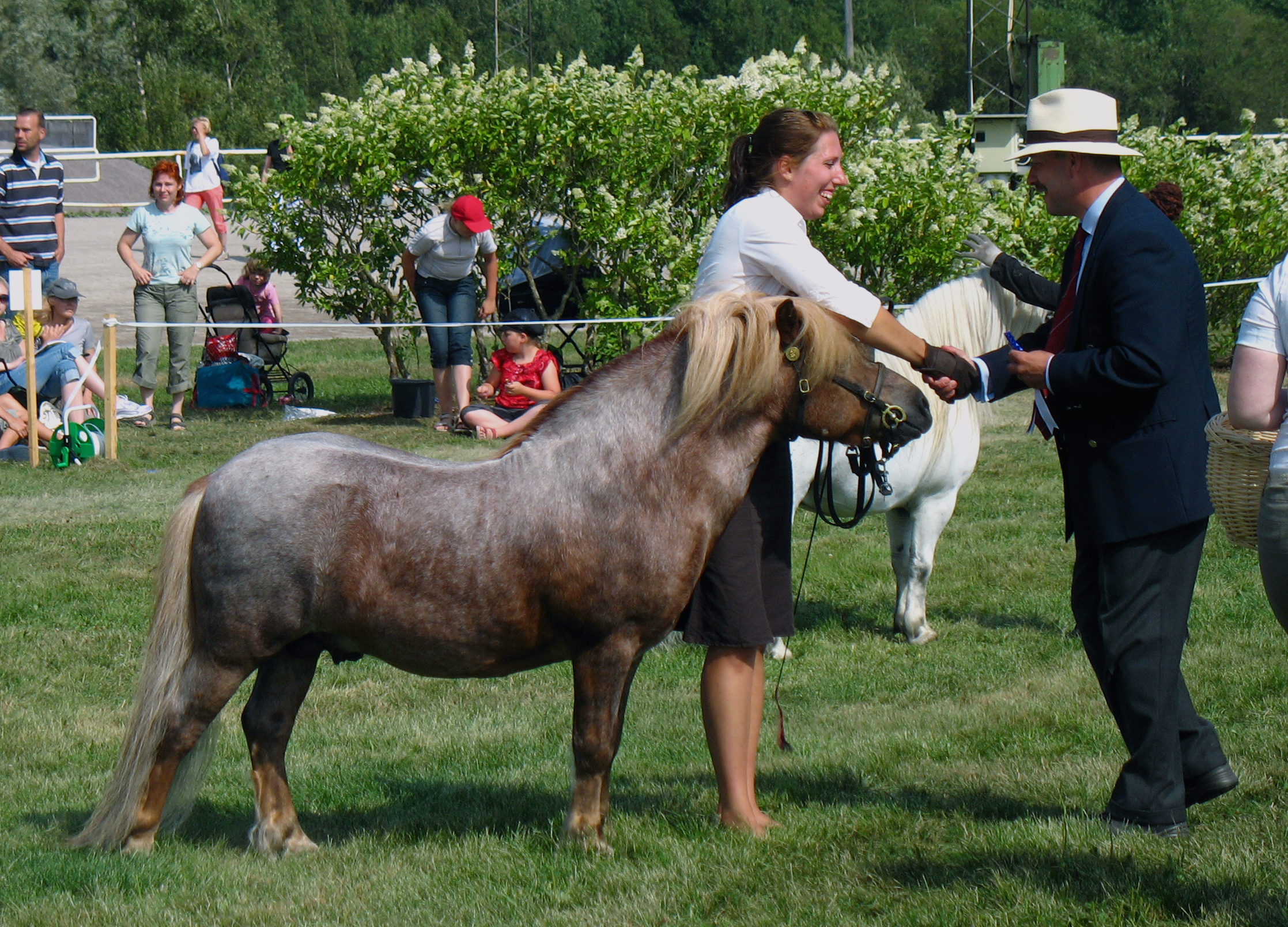

El poni de las Shetland es una de las razas de poni más pequeñas que existen (90-110 cm de altura). Es originario de las islas Shetland, situadas al noreste de Escocia. Esta raza de caballos presenta una coloración diversa: pardo, marrón claro, blanco y negro, etc. Es uno de los ponis más fuertes y es muy peludo. Los ponis de las Shetland existen en dos tamaños diferentes: el poni de las Shetland original y el poni de las Shetland miniatura, también llamado Mini-Shetland. 

## Características de ponis

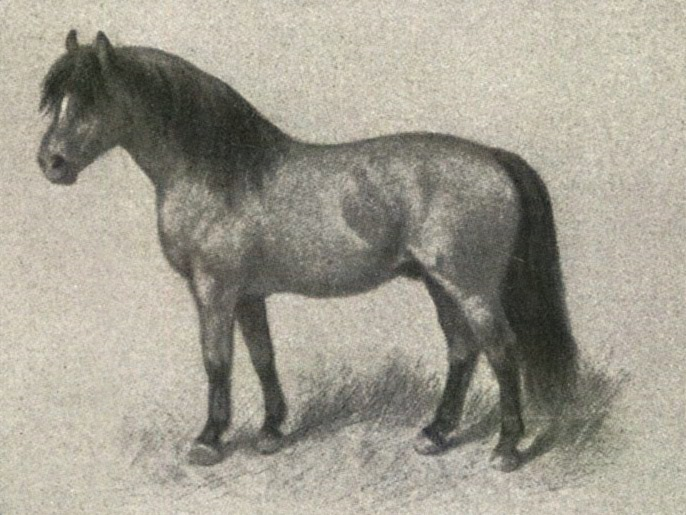
Poni de las Shetland

Según el estándar de la raza, el poni de las Shetland original con tres años o menos de edad no debe superar los 102 cm de alzada y con 4 años o más de edad no debe superar los 107 cm de alzada.  Por el otro lado, el poni de las Shetland miniatura adulto debe tener una alzada siempre inferior a los 87 cm. Además de los dos tamaños diferentes se han preservado dos líneas morfológicas distintas. Una línea presenta una morfología característica de caballos de tiro con mucho hueso y una cabeza más larga y la otra línea, también llamada línea moderna, con una estructura ósea fina, cabeza pequeña y un característico porte alto de la cola (parecido a los caballos árabes). Todas las capas, con excepción de la capa appaloosa se aceptan. Es por ello que se pueden encontrar una gran diversidad de colores distintos: negros, alazanes, castaños, ruanos, palominos, pintos, tordos etc. El pelo del poni de las Shetland es muy característico: en invierno posee un pelo denso formado por dos capas que le protegen con gran eficacia del frío y hasta cierto punto de la lluvia, y en verano tiene un pelo muy corto, sedoso y brillante. Las crines y la cola son siempre largas y muy tupidas. La cabeza debe ser pequeña y bien proporcionada. Las orejas son también pequeñas. La frente es ancha y los ojos grandes, oscuros e inteligentes. En raras ocasiones se encuentran poni de las Shetland con ojos azules que también se aceptan dentro del estándar de la raza. El cuerpo del poni de las Shetland debe ser fuerte, con amplio espacio para el corazón y pulmones, bien musculado y con aplomos correctos. Los cascos deben ser redondeados, fuertes y bien proporcionados.
El poni de las Shetland destaca por su gran vitalidad, resistencia y robustez. Relativo a su tamaño es la raza de caballo más fuerte que existe. Se cree que esta fuerza se desarrolló a lo largo de siglos en los cuales el poni de las Shetland se usó como animal de trabajo en el campo. Recién a mediados del siglo XIX comenzó a utilizarse también como caballo de tiro. Cuando en el año 1847 se prohibieron los trabajos de niños en las minas de carbón, los poni de las Shetland fueron utilizados  para trabajar en las minas. Ya en esa época el poni de las Shetland además atrajo mucho atención como caballo de monta para niños y como caballo de tiro para la práctica del enganche. Hoy en día el poni de las Shetland goza de gran popularidad en todo el mundo gracias a su carácter dócil, su gran inteligencia y su enorme capacidad de aprendizaje.  El temperamento del poni de las Shetland es ideal tanto para la monta de niños como para el enganche, siempre y cuando se recuerda que es imprescindible domarlo con la misma seriedad y disciplina que cualquier caballo de gran alzada.

## Historia
El origen del poni de las Shetland son las islas Shetland, situadas al noroeste de Escocia. 
Al invadir las islas Shetlands, los escandinavos cruzaron a los caballos de allí con los ponis de Dale, y de ahí surgieron los ponis de las Shetland.